# Vỏ kem ốc quế
Một vỏ kem ốc quế, quặng kem hay nón kem là một loại bánh khô, hình nón, thường được làm bằng một chiếc bánh wafer có kết cấu tương tự như một chiếc bánh quế, dùng để đặt kem lên trên và cầm ăn mà không cần bát hoặc muỗng. Các loại vỏ kem khác nhau bao gồm vỏ bánh wafer (hoặc bánh wafer), vỏ quế hoặc vỏ đường.
Nhiều kiểu vỏ được tạo ra, bao gồm vỏ brezel và vỏ phủ sô cô la. Một loạt các vỏ đôi cho phép hai phần kem được đặt cạnh nhau. Vỏ wafer đôi khi được làm với đáy phẳng thay vì hình nón nhọn, cho phép kem và vỏ "hình nón" đứng thẳng trên bề mặt mà không cần hỗ trợ. Những loại vỏ wafer thường được gọi là "cốc".

## Lịch sử

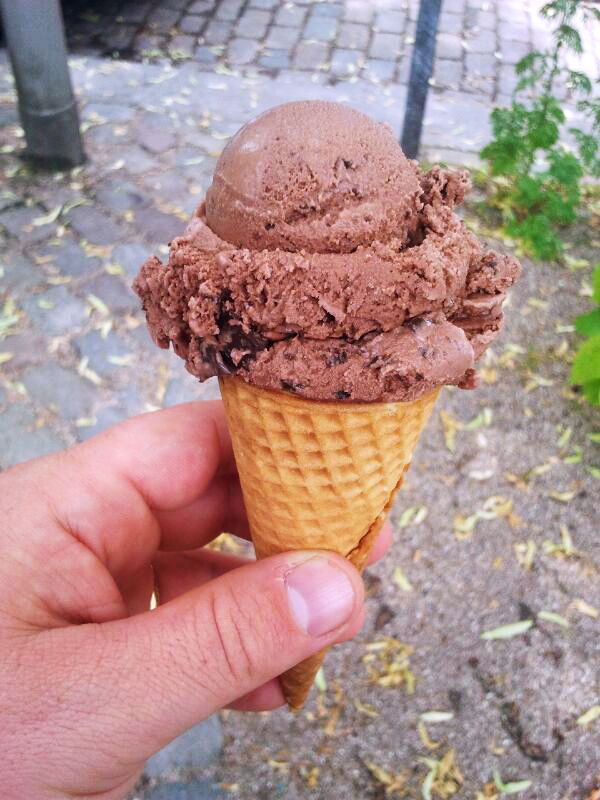
Một quặng nón đường với kem sô cô la.

Món bánh hình nón ăn được đã được đề cập trong sách nấu ăn của Pháp vào đầu năm 1825, khi Julien Archambault mô tả làm thế nào người ta có thể cuộn một hình nón từ "bánh quế nhỏ". Một tài liệu tham khảo được in cho một nón ăn là Mrs A. B. Marshall's Cookery Book, được viết vào năm 1888 bởi Agnes B. Marshall (1855-1905) người Anh. Công thức của cô cho "Cornet with Cream" được viết là "các quặng bánh được làm bằng hạnh nhân và nướng trong lò, không ép chúng giữa bàn ủi nướng".
Quặng nón ăn được đã được cấp bằng sáng chế bởi hai doanh nhân người Ý, hai lần riêng biệt vào năm 1902 và 1903. Antonio Valvona, một thương gia kem từ Manchester, Vương quốc Anh, đã được cấp bằng sáng chế cho một máy sản xuất cốc bánh quy vào năm 1902 và vào năm 1903, Italo Marchioni, một nhân viên bán kem ở Ý, nộp đơn xin cấp bằng sáng chế của một chiếc máy làm hộp đựng kem.
Tại Hội chợ Thế giới St. Louis năm 1904, một người Syria/Lebanon tên là Arnold Fornachou đang điều hành một gian hàng kem. Lúc đó, anh bán kem trên những chiếc cốc giấy, anh nhận thấy một người bán bánh quế gần chỗ anh tên là Ernest Hamwi, người này đã bán cho anh một số bánh quế của anh ta. Fornachou cuộn bánh quế thành hình nón để giữ kem, và điều này được một số người (mặc dù có nhiều tranh cãi) cho là thời điểm lần đầu tiên bánh hình nón kết hợp với kem.
Abe Doumar và gia đình Doumar yêu cầu bản quyền cho quặng bánh hình nón cho món kem. Vào năm 16 tuổi, Doumar bắt đầu bán giấy và các mặt hàng khác. Một đêm nọ, ông mua một chiếc bánh quế từ một nhà cung cấp khác đến Norfolk, Virginia từ Ghent ở Bỉ, Leonidas Kestekidès. Doumar tiến hành cuộn bánh quế lên và đặt một muỗng kem lên trên. Sau đó, ông bắt đầu bán những chiếc quặng nón tại Triển lãm St. Louis. Sản phẩm của ông thành công đến nỗi ông đã thiết kế một chiếc máy nướng và có cả một xưởng bánh làm cho ông. Tại Triển lãm Jamestown năm 1907, ông và các anh em của mình đã bán được gần hai mươi ba ngàn quặng bánh. Sau đó, Abe đã mua một cỗ máy 36-sắt bán tự động, sản xuất 20 hình nón mỗi phút và mở Doumar's Drive In ở Norfolk, Virginia, vẫn hoạt động tại cùng địa điểm hơn 100 năm sau.
Năm 2008, kem ốc quế trở thành thực phẩm chính thức của bang Missouri.

## Thương mại
Những chiếc vỏ kem đầu tiên được cán bằng tay, từ những chiếc bánh mỏng và nóng, nhưng vào năm 1912, Frederick Bruckman, một nhà phát minh từ Portland, Oregon đã được cấp bằng sáng chế cho một chiếc máy làm nón kem.

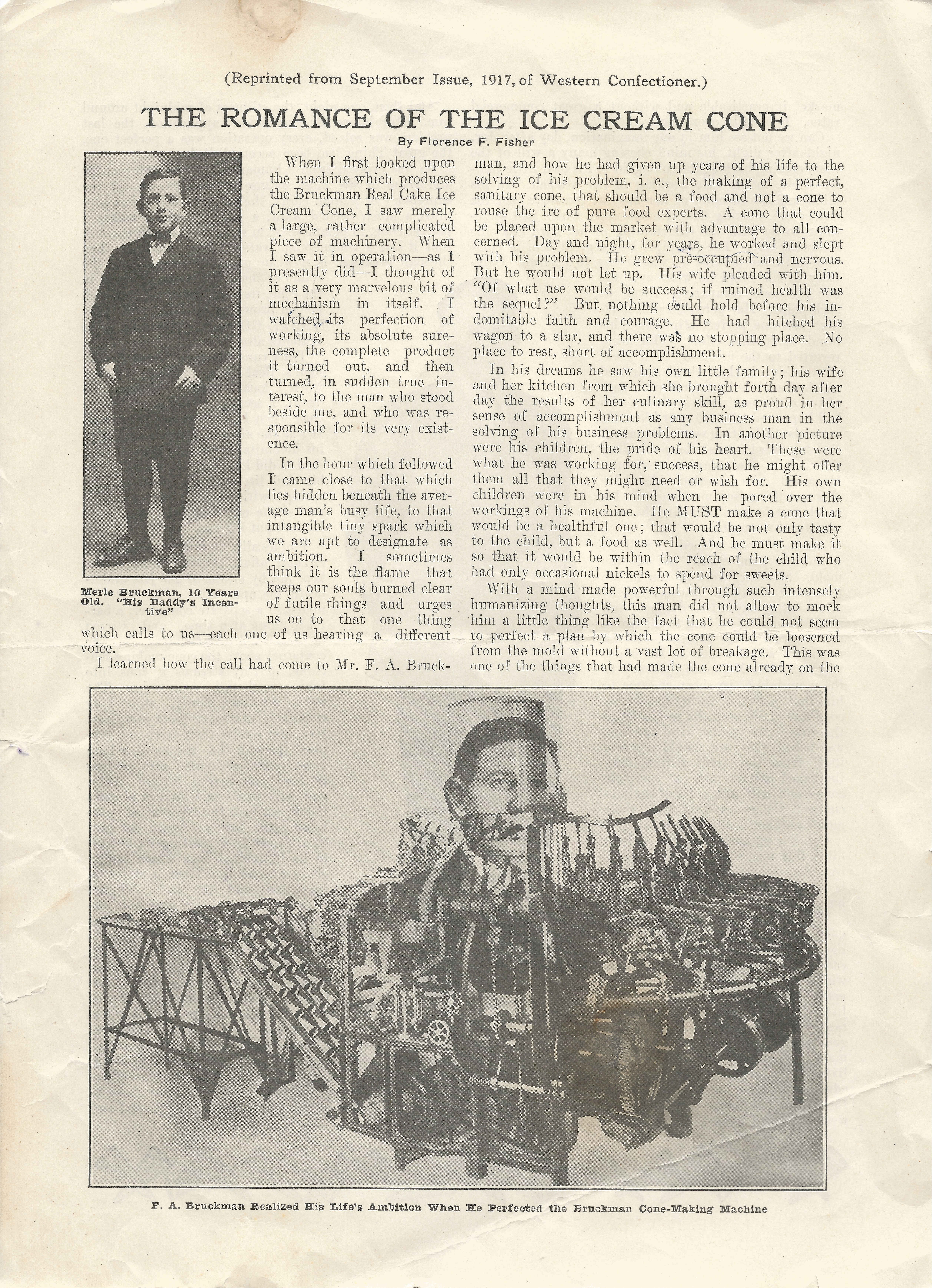
Trang 1 của một bài viết tháng 9 năm 1917 trên Western Confectioner, mô tả việc tạo ra "Máy làm kem ốc quế thực sự" của nhà phát minh / doanh nhân Frederick Bruckman

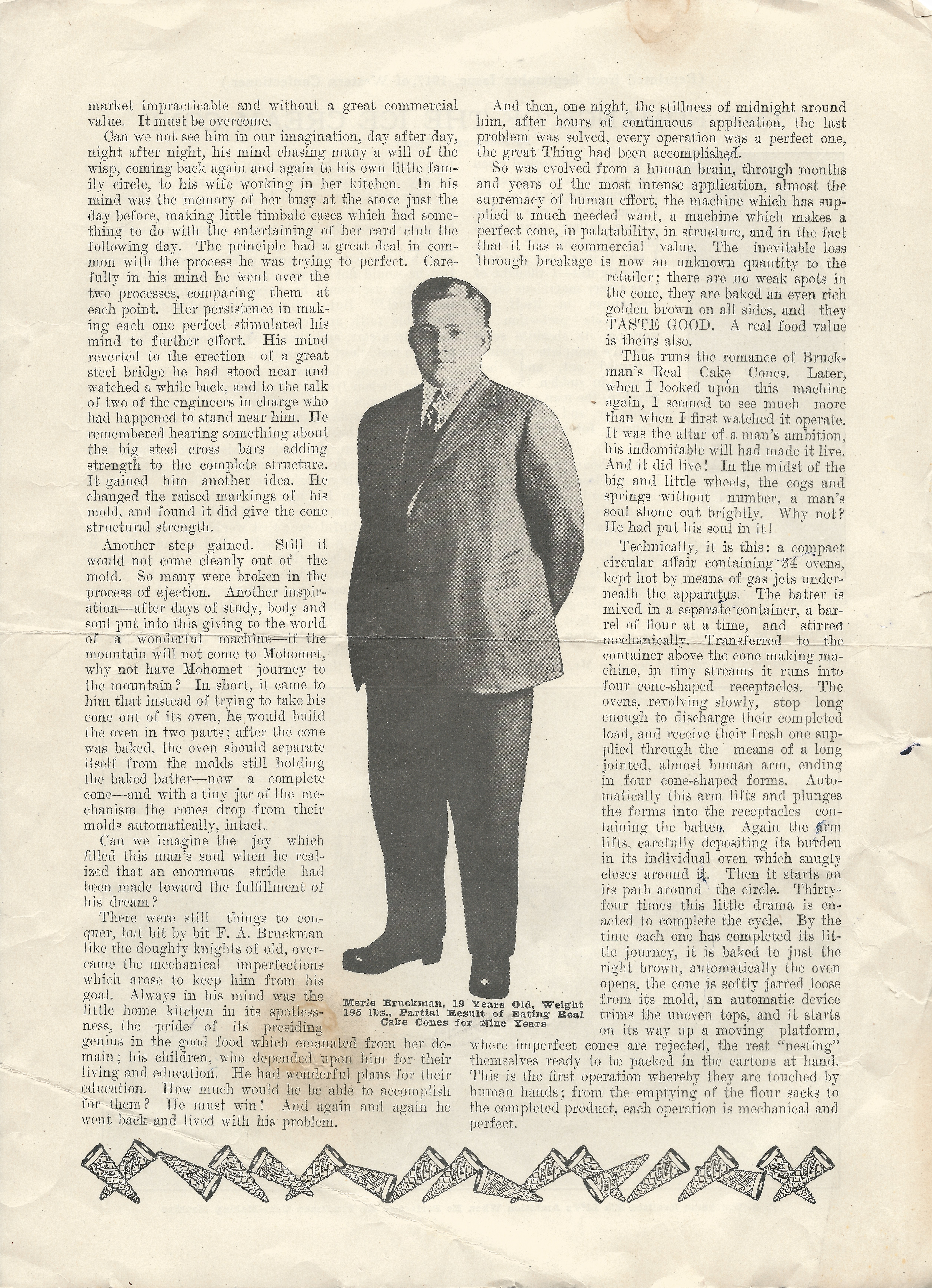
Trang 2 của bài viết trên.

Ông đã bán công ty của mình cho Nabisco vào năm 1928, công ty vẫn đang sản xuất nón kem vào năm 2017. Các nhà cung cấp kem khác như Ben & Jerry's tự sản xuất nón.
Năm 1918, một người nhập cư Lebanon là Albert George, đã thành lập Công ty George & Thomas Cone và bắt đầu sản xuất hàng loạt nón kem để bán cho các nhà hàng cũng như người tiêu dùng. Công ty đó đã đổi thành Công ty Joy Ice Cream Cone, và hiện được đặt tên là Công ty Joy Cone, nằm ở Hermitage, Pennsylvania. Công ty có hai cơ sở, cơ sở phía đông của nó nằm ở 3435 Lamor Road ở Hermitage, PA và cơ sở phía tây nằm ở 2843 West Shamrell Blvd, Flagstaff, Arizona. Vào tháng 7 năm 2017, công ty đã bắt đầu xây dựng một nhà máy trị giá 24 triệu đô la khác tại địa điểm Hermitage, PA sẽ hoạt động đầy đủ vào mùa xuân năm 2018. Công ty sản xuất hơn 2 tỷ nón kem (nón loại đường, bánh và bánh quế) mỗi năm. Joy Cone là nhà sản xuất vỏ kem ốc quế lớn nhất thế giới. Công ty vẫn được sở hữu / điều hành bởi gia đình George cùng với các nhân viên dưới dạng ESOP (kế hoạch sở hữu cổ phiếu của nhân viên). Vào tháng 9 năm 2017, Joy Cone đã hoàn thành việc mua BoDeans Baking Group với các nhà máy Le Mars, Iowa, cùng với một công ty con thứ hai, Altesa, sản xuất nón kem và các sản phẩm liên quan ở thành phố Mexico. Điều này sẽ cho phép Joy Cone mở rộng bán hàng vào Trung Mỹ.

### Phân phối
Năm 1928, JT "Stubby" Parker ở Fort Worth, Texas đã tạo ra một loại vỏ kem có thể được lưu trữ trong tủ đông của cửa hàng tạp hóa, với hình nón và kem đông lạnh kết hợp chung với nhau trong một sản phẩm kem. Ông thành lập Công ty Drumstick vào năm 1931 để tiếp thị sản phẩm, và vào năm 1991 công ty đã được Nestlé mua lại.
Vào năm 1959, Spica, một nhà sản xuất kem của Ý có trụ sở tại Naples, đã phát minh ra một quy trình, theo đó bên trong của một chiếc bánh quế được cách ly với kem bằng một lớp dầu, đường và sô cô la. Spica đã đăng ký thương hiệu Cornetto vào năm 1960. Doanh số ban đầu rất kém, nhưng năm 1976 Unilever đã mua Spica và bắt đầu một chiến dịch tiếp thị đại chúng trên khắp châu Âu. Cornetto hiện là một trong những loại kem phổ biến nhất trên thế giới.
Năm 1979, bằng sáng chế cho một thiết kế bao bì mới của David Weinstein đã dẫn đến việc vận chuyển vỏ kem thương mại dễ dàng hơn. Thiết kế của Weinstein cho phép vỏ kem được gói trong một gói giấy sáp. Điều này làm cho vỏ kem trở nên vệ sinh hơn đồng thời cũng ngăn chặn giấy gói bị rơi ra trong quá trình vận chuyển hoặc bị kẹt vào vỏ kem.
Vỏ kem ốc quế
- Một cây kem anh đào
- Vỏ kem ốc quế (loại đường)
- Vỏ kem với kem kết hợp sẵn
- Vỏ kem với kem mềm bên trên
- Kem ốc quế 99 Flake
- Vỏ kem đường với kẹo rắc bên trên
- Bánh quế
- Một món kem của nhà hàng Dairy Queen